# Rhodophiala maculata
Rhodophiala maculata är en amaryllisväxtart som först beskrevs av L'hér., och fick sitt nu gällande namn av Pierfelice Ravenna. Rhodophiala maculata ingår i släktet Rhodophiala och familjen amaryllisväxter. Inga underarter finns listade i Catalogue of Life.